# Пер Арвідссон
Пер Арвідссон  (швед. Pär Arvidsson; 27 лютого 1960) — шведський плавець, олімпійський чемпіон.

## Виступи на Олімпіадах
| Олімпіада     | Дисципліна                        | Місце     |
| ------------- | --------------------------------- | --------- |
| Монреаль 1976 | естафета 4 × 200 вільним стилем   | 7         |
| Монреаль 1976 | плавання на 100 метрів, батерфляй | 7 h1 r2/3 |
| Монреаль 1976 | плавання на 200 метрів, батерфляй | 3 h6 r1/2 |
| Москва 1980   | плавання на 100 метрів, батерфляй | 1         |
| Москва 1980   | плавання на 200 метрів, батерфляй | 7         |